# بيتار فاسيليف
بيتار فاسيليف هو لاعب كرة قدم بلغاري في مركز الدفاع، ولد في 20 يونيو 1983 في صوفيا في بلغاريا. لعب مع نادي سبارتاك بليفين.

## وصلات خارجية
- بيتار فاسيليف على موقع قاعدة بيانات كرة القدم.إي يو (الإنجليزية)
- بيتار فاسيليف على موقع Soccerway.com (الإنجليزية)